# Endasys auriger
Endasys auriger là một loài tò vò trong họ Ichneumonidae.